# 高知城前停留場
高知城前停留場（日语：／ Kochijo mae teiryūjō */?）是位於高知縣高知市本町，屬於土佐電交通伊野線的電車站。

## 歷史
此站在1904年（明治37年）以警察前停留場（日语：／）的名字啟用。當時是土佐電交通的前身土佐電氣鐵道創業的其中一座電車站。電車站後來名為本町公園通停留場（日语：／），在1944年（昭和19年）暫停營業。在1950年（昭和25年）以公園通停留場（日语：／）的名字復活。在1978年（昭和53年），站名改為高知城前停留場。在改名為「高知城前」前，鄰站較多遊客於縣廳前停留場下車前往高知城，因此本站改名，以便引導乘客於此電車站下車前往高知城。
- 1904年（明治37年）5月2日 - 土佐電氣鐵道本町線開通，警察前停留場啟用[4]。
- 日期不詳 - 電車站改名為本町公園通停留場[1]。
- 1944年（昭和19年）4月1日 - 電車站暫停營業[4]。
- 1950年（昭和25年）8月5日 - 電車站獲得許可重開，並改名為公園通停留場[4]。
- 1978年（昭和53年）4月1日 - 電車站改名為高知城前停留場[1]。
- 2010年（平成22年）8月 - 乘車場遷移至路口前，同時無障礙化。
- 2014年（平成26年）10月1日 - 土佐電氣鐵道、高知縣交通（日语：高知県交通）和土佐電Dream Service（日语：土佐電ドリームサービス）合併，土佐電交通成立[5]。成為土佐電交通的電車站。

## 電車站構造
本站建在共用道路上，並設有2面2線的相對式乘車處（千鳥式）。兩月台之間相隔一個路口，路口東邊為播磨屋橋方向月台，西邊為伊野方向月台。

## 電車站周邊
高知城位於本站北邊，需步行5分鐘。車站東北方設有高知放送和高知新聞社的總部，此站與鄰站大橋通停留場之間的路軌旁設有日本銀行高知分店和高知本町郵局。
- 百十四銀行（日语：百十四銀行）高知分店
- 阿波銀行（日语：阿波銀行）高知分店
- 高知縣立文學館（日语：高知県立文学館）
- 高知縣立公文書館
- 高知縣立高知城歷史博物館（日语：高知県立高知城歴史博物館）
- NTT西日本（日语：西日本電信電話）高知分店
- 新阪急高知王冠皇宮酒店（日语：ホテルマネージメントインターナショナル）
  - 商工組合中央金庫（日语：商工組合中央金庫）高知分店
- 國道32號
- 「高知城前」巴士站

## 相鄰電車站
土佐電交通
伊野線
大橋通－高知城前－縣廳前

## 注腳
1. 1 2 3 4 5  今尾惠介（監修）. . 11 中国四国. 新潮社. 2009: 60. ISBN 978-4-10-790029-6 （日语）.
2. 1 2  服部重敬（編著）. . 山海堂. 2006: 296. ISBN 4-381-01816-8 （日语）.
3. ↑  . 高知新聞社. 1998: 88. ISBN 4-87503-268-4 （日语）.
4. 1 2 3  《土佐電鉄が走る街 今昔》98・156-158頁
5. ↑  上野宏人. . 毎日新聞 (毎日新聞社). 2014-10-02 （日语）.
6. ↑  川島令三. . 【図説】 日本の鉄道. 第2巻 四国西部エリア. 講談社. 2013: 41・92頁. ISBN 978-4-06-295161-6 （日语）.
7. 1 2  《土佐電鉄が走る街 今昔》31頁
8. ↑   (PDF). とさでん交通.   [2017-05-14]. （原始内容存档 (PDF)于2017-08-08） （日语）.